# Вильянуэва, Карлос Алехандро
Ка́рлос Алеха́ндро Вильянуэ́ва Марти́нес (исп. Carlos Alejandro Villanueva Martínez; 4 июня 1908, Лима — 11 апреля 1944, там же) — перуанский футболист, нападающий. Участник чемпионата мира 1930 и Олимпийских игр 1936 года в составе сборной Перу. Символ клуба «Альянса Лима», в его честь назван стадион этой команды.

## Биография
Карлос Алехандро Вильянуэва родился 4 июня 1908 года в квартале Римак, в центре Лимы. Его детство прошло на улицах Маламбо, где он начинал играть в футбол, и Маравильяс, куда переехала его семья.
Он начал играть в команде «Теньенте Руис» во втором дивизионе чемпионата Перу, в Примере же Вильянуэва дебютировал в 1927 году с клубом «Альянса Лима», через год выиграл с командой чемпионат Перу. Уже в юном возрасте был лидером в команде, выделяясь на фоне партнёров утончённой техникой и высоким ростом (192 см), позволявшим ему делать длинные шаги при ведении мяча на скорости, за что его прозвали «шлангом» (исп. Manguera). Он прекрасно использовал футбольный приём, известный сейчас под названием «велосипед», а тогда сам Вильянуэва называл его «хитрый винт», позже изменив название на «chalaca».
В 1929 году, после конфликта «Альянса Лима» с Перуанской футбольной федерацией, команда была отстранена от первенства Перу. Вильянуэве и его партнёрам пришлось создать команду, которая провела несколько выставочных матчей.
В 1931 году «Альянса» вновь выиграла первенство Перу, а Вильянуэва стал лучшим снайпером турнира с 16 мячами. Клуб повторил это достижение и в два последующих года. «Альянса» была непобедимой на протяжении 3 лет 4 месяцев и 28 дней, забив 115 голов в 27 матчах, часть из которых пришлась на долю Вильянуэвы.
В 30-е годы стали обычными поездки перуанских команд по Америке. Совершала поездки и «Альянса». В 1935 году клуб играл в Чили, где победил всех своих соперников, а команду назвали «Чёрным валом», особо отмечая нападение клуба — Вильянуэву, Лавалье, Магальянеса, Лоло Фернандеса и Чичу Моралеса. В поездке по Центральной Америке мексиканские клубы, поражённые игрой Вильянуэвы, предлагали тому крупные контракты, но он отказался.
Вёл бурную ночную жизнь, посещал различные клубы, пристрастился к алкоголю, что привело к окончанию его карьеры в 1943 году. Всего он сыграл за «Альянсу» 99 официальных матчей и забил в них 71 гол. Большое количество матчей были сыграны им в неофициальных встречах.
В сборной команде Перу Вильянуэва дебютировал в 19-летнем возрасте на ЧЮА-1927. Затем он играл на чемпионате мира 1930 и на Летних Олимпийских играх 1936 в Берлине, где перуанская команда достигла полуфинала, победив 7:3 Финляндию и 4:2 Австрию. В этих двух матчах Вильянуэва сделал по «дублю». Всего он сыграл за сборную 11 матчей и забил 6 мячей.
В 1944 году Вальянуэва тяжело заболел туберкулёзом и 11 апреля скончался в больнице «Сала Санта-Роза Дос де Майо» в возрасте 35 лет. Похоронен на кладбище «Пастор Матиас Маэстро».

## Достижения

### Как игрок
- Чемпион Перу: 1928, 1931, 1932, 1933
- Лучший бомбардир чемпионата Перу: 1929, 1931